# Lissonota lineata
Lissonota lineata là một loài tò vò trong họ Ichneumonidae.